# São Félix do Piauí
São Félix do Piauí är en kommun i Brasilien.   Den ligger i delstaten Piauí, i den östra delen av landet, 1 300 km nordost om huvudstaden Brasília. Antalet invånare är 3 069.
Omgivningarna runt São Félix do Piauí är huvudsakligen savann. Runt São Félix do Piauí är det mycket glesbefolkat, med 4 invånare per kvadratkilometer.